# Juliinae
Juliinae is een onderfamilie van weekdieren uit de klasse van de Gastropoda (slakken).

## Geslacht
- Julia Gould, 1862